# 上原貴美子
上原 貴美子（うえはら きみこ、1919年10月20日 - 1945年6月20日）は、沖縄陸軍病院第一外科の看護婦長。

## 略歴
- 大正8年（1919年）10月20日　糸満の資産家、上原家の三女に生まれる。
- 大正13年（1924年）　父親（37）死す。すでに長男と姉二人は夭折。
- 昭和12年（1937年）4月　那覇の元順看護婦養成所に入所。
- 昭和13年（1938年）4月　那覇の愛生病院内の産婆養成所に入所。
- 昭和14年（1939年）4月　愛生病院の産婦人科に就職。
- 昭和19年（1944年）6月　沖縄陸軍病院に採用され、第一外科勤務となり婦長を命じられる。
- 昭和19年（1944年）10月10日　米空軍による空襲十・十空襲により沖縄陸軍病院は那覇から南風原に移動する。
- 昭和20年（1945年）3月23日　師範学校女子部と県立第一高等女学校の生徒、沖縄陸軍病院に入隊する（ひめゆり部隊）。
- 昭和20年（1945年）5月24日　沖縄陸軍病院は南風原から南部へ撤退する。
- 昭和20年（1945年）6月19日　山城丘陵にて医師、上原を含めた看護婦3人でいるところを米軍の砲弾が直撃し、看護婦一人をのこし、戦死する。(比嘉賢昌・外科診療主任、上原婦長、国吉看護婦、大城看護婦）

大城看護婦は存命。

## 文献
- 仲宗根政善『ひめゆりの塔をめぐる人々の手記』角川書店、1982年4月、ISBN 4041515017
- 宮良ルリ『私のひめゆり戦記』ニライ社、1986年8月、ISBN 4880241768
- 長田紀春、具志八重『閃光の中で　沖縄陸軍病院の証言』ニライ社、1992年6月、
- 香川京子『ひめゆりたちの祈り　沖縄のメッセージ』朝日新聞社、1993年7月、ISBN 4022607718